# Andújar
Andújar – miasto w południowej Hiszpanii w regionie Andaluzji, prowincji Jaén nad rzeką Gwadalkiwir. Największe pod względem powierzchni miasto Jaén.

## Zabytki
- gotycki kościół Iglesia de San Miguel, wewnątrz obrazy Alonsa Cana;
- kościół Iglesia de Santa Maria la Mayor wyróżniający się renesansową fasadą i wieżą zdobiona w stylu mudejar. Wewnątrz obraz El Greca Chrystus w ogrodzie Oliwnym (ok. 1605).

## Gospodarka
Miasto słynie z tradycyjnie wytwarzanej ceramiki oraz produkcji oliwy z oliwek.
W mieście jest stacja kolejowa Andújar.

## Miasta partnerskie
- Favara